# 馬里奧·阿伯魯
馬里奧·阿伯魯（西班牙語：Mario Abreu，1919年8月22日—1993年2月20日）是委內瑞拉著名的藝術家，又經常被稱作「魔幻物件大師」（master of magic objects）。

## 早年
馬里奧·阿伯魯在1919年8月22日出生於委內瑞拉阿拉瓜州圖爾梅羅，他的雙親分別喬治娜·阿伯魯（Georgina Abreu）和拉蒙·佩雷斯·格雷羅（Ramón Perez Guerrero）。然而由於家庭經濟環境的影響，年少的阿伯魯主要是由他的教母阿梅利亞·博爾赫斯（Amelia Borges）照顧，而阿梅利亞·博爾赫斯本身則是長期信奉巫術以及聖像崇拜。阿伯魯從小便開始接觸素描，他大約在9歲或10歲時畫了人生第一張景觀作品。不過當他開始嶄露其繪畫天分的同時，也礙於生活問題而必須很小便從事超商銷售員的工作。不過在他發展成為著名的畫家後，對於這段經驗則表示：
| “               | 我愛整理貨架上的沙丁魚罐頭、糖果和軟性飲料。每天下午我依照順序排列這些貨架上的商品，我無法忍受看到他們有著空缺。我認為這些是我第一個察覺到了魔幻物件。 | ” |
| ——馬里奧·阿伯魯 | |   |

到了1940年時，阿魯伯全家搬到委內瑞拉首都卡拉卡斯居住。在他就讀小學時，當時阿魯伯必須在白天時於卡薩本索（Casa Benzo）從事勞力工作，到了晚上則是在夜間部學習課業。在完成基礎教育後，阿魯伯則進一步就讀卡拉卡斯美術與應用藝術學院（Caracas School of Fine and Applied Arts）夜間部，而當時該間學校校長由委內瑞拉著名畫家安東尼奧·埃德孟多·蒙桑托擔任。1942年，馬里奧·阿伯魯由於贏得繪畫比賽、並且成功獲得每個月提供委內瑞拉玻利瓦100元的獎學金後，因而得以不用繼續在白天從事勞力工作，至此他轉而就讀並卡拉卡斯美術與應用藝術學院的日間部課程。

## 返國後

阿伯魯的作品《繁星密布的公牛》（Toro constelado）。

1947年時，他自卡拉卡斯美術與應用藝術學院畢業而完成中學學業，而包括亞歷杭·德羅、馬特奧·馬諾爾、卡洛斯·克魯茲 - 迭斯、路易斯·莫雷諾·格瓦拉等人都是同屆畢業生。在畢業過後1年，他與其他藝術家在1948年共同創辦了自由藝術工作室（Free Art Workshop）。1950年至1952年期間，阿伯魯的創作主要是具有存在主義風格的繪畫作品，並且納入公雞、教堂、舞蹈、鬼魅等等的題材。其中在1951年時，他便獲得費德里科·勃蘭特獎、安德烈斯·佩雷斯·穆希卡獎（Premio Andrés Pérez Mujica）和第四屆普蘭查特沙龍（Salón Planchart）三等獎。
1951年，多方嘗試不同媒材的阿伯魯獲得第十二屆委內瑞拉官方藝術大賽的國家繪畫獎第二名，並進而擁有足夠的獎學金得以繼續前往歐洲學習。在1952年至1961年期間，馬里奧·阿伯魯前往法國巴黎深造，而成為當時知識分子圈的一夥人，同時他還在這裡認識到包括馬塞爾·杜象等其他著名的藝術家。而在歐洲期間，他也認識到沒有一個創造性行為能夠成為具任何可能性的主體，並把該觀念付諸實踐在他的創作生涯，也至此進入其創作的另一個新階段。1961年，阿伯魯從歐洲返回卡拉卡斯居住。而在這之後，他則開始創作其最著名的《魔幻物件》（magic objects）系列作品。
阿伯魯曾經在1952年、1956年和1965年時在委內瑞拉視覺藝術館舉辦展覽，並且在1965年時因為該次展覽而獲得廣泛知名度，同時他的作品也在委內瑞拉獲得多項獎項與獎勵。其中早在1964年時，阿伯魯便獲得委內瑞拉視覺藝術館頒發的第二十五屆委內瑞拉官方藝術大賽的安東尼奧·埃斯特萬·弗里亞斯獎（Premio Antonio Esteban Frías）。1966年時，他更進一步在哥倫比亞波哥大的波哥大現代藝術博物館展出。1967年時，他代表委內瑞拉參加第九屆巴西聖保羅雙年展，並且再度獲得委內瑞拉視覺藝術館頒發的第二十七屆委內瑞拉官方藝術大賽的國家繪畫獎第二名。

## 創作

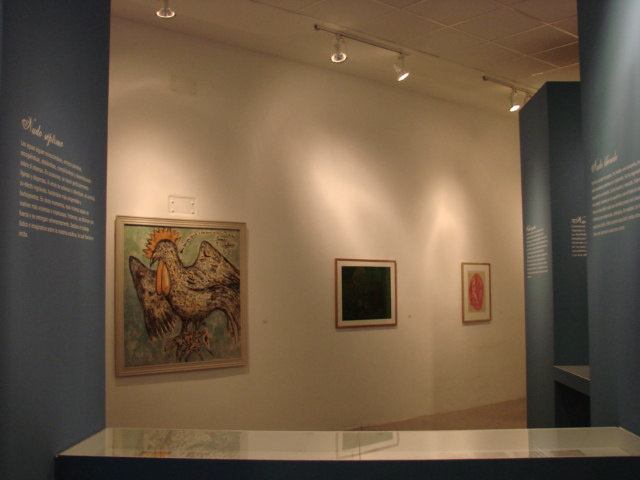
馬拉凱馬里奧·阿伯魯當代藝術館。

不過在這時阿伯魯始終維持著其獨立自主的創作態度，並且遠離相關機構的活動，在並且針對當時主要盛行的魔幻寫實主義和超現實主義風格進行創作探索與深入研究。其中他所創作的繪畫作品中包含了非理性、夢想與魔法等元素，並且受到許多流行圖示深深地影響。在繪畫風格上則是類似採用大量且鮮明色彩的民間繪畫風格，畫面的形象主要是從奇怪宗教符號或者常見夢境翻轉而成，而他的風景畫則是以童話故事的調性處理。
儘管由於阿伯魯本身幾乎過去不曾經在市場或者相關運作中發表作品，同時也鮮少參加畫廊或者雙年展等活動，這使得他的名聲並未獲得廣泛的知名度。然而其繪畫作品常被許多評論者視為傳達強烈的批判能力，進而表達其對於當前社會或者國家的不滿；同時由於他對於學術風格以及周遭事物的激進批判風格，使得他在當時獲得社會許多人認識並且廣泛討論之。正也因為阿伯魯對於許多投稿競賽或者是雙年展保持低調態度，這讓他贏得「魔幻物件大師」（master of magic objects）的稱號。
1975年時，他獲得了委內瑞拉造型藝術國家獎，並且在1985年獲得委內瑞拉藝術家協會所頒發的阿曼多·瑞威隆獎。1975年、1980年和1992年時，阿伯魯的作品則是在南非德爾班的阿爾布爾畫廊聚落（Galleria Arbour Town）展出。1993年2月20日他在委內瑞拉首都卡拉卡斯逝世，享年73歲。在他逝世之後，原先設在阿拉瓜州首府馬拉凱的「視覺藝術館」（Museum of Visual Arts）於1993年改名為「馬拉凱馬里奧·阿伯魯當代藝術館」（Museum of Contemporary Art in Maracay Mario Abreu，簡稱MACMA），並且該美術館也因而獲得其他人捐贈阿伯魯的作品。在1994年時，馬拉凱馬里奧·阿伯魯當代藝術館則舉辦他第一次回顧展。

## 外部連結
- （西班牙文） Mario Abreu